# Conrad Grünenberg
Conrad Grünenberg (megh. 1494 körül) konstanzi építőmester és polgármester, heraldikus.

## Élete
Konstanzi polgárcsaládból származott. Először 1442-ben választották meg a város építőmesterévé. 1454-ben a konstanzi nagytanács, 1462-ben a kisebb tatács tagja volt. Háromszor töltötte be a polgármesteri hivatalt. 1465-ben III. Frigyes császár (1440-1493) szolgálójává nevezte ki és testvérével, Hansszal együtt abban a "kiváltságban" részesítette, amelyet a konstanzi "Zur Katze" nevű patríciusi egyesület tagjai élveztek. 1468-tól lovagi címet használt és 1486. április 22-én 22 hétig tartó palesztinai zarándoklatra indult. Az útja során valószínűleg tagja lett a Szent Sír Lovagrendnek és a famagustai Kardrendnek, amelyek jelvényeit a Stola Amprisia rend (egy 1450 körül V. Alfonz aragon király [1416-1458] által alapított világi lovagrend), és a Habsburgok által létrehozott Szent György Lovagrend  jelényeivel együtt viselte a címerében. 1494-ben már halottként említik a korabeli források.
Grünenberg érdeklődött a heraldika iránt és címerkönyvéhez minden számára hozzáférhető forrást felhasznált, mely a szakértelméről tanúskodik. A neve az általa 1483 körül Konstanzban összeállított címerkönyről (Conrad Grünenbergs Wappenbuch) ismert. A kézirat ma a Staatsarchiv Berlin-Dahlem tulajdonában van, korábban a porosz királyi heroldhivatal (Königlich Preußischen Heroldsamt) birtokolta. A mű 190 lapon kb. 2000 címert tartalmaz. Megtalálhatók benne a császárok, a hercegek, valamint – tornaegyesületek szerint csoportosítva – számos köz- és főnemes címerei. A könyvet Stillfriedt-Alcantara és Hildebrandt adta ki újra négy kötetben (Berlin, 1876-1884).  Egyes vélemények szerint a 2. ábrán tartalmazza a Sárkányrend jelvényét is.
Másik műve az Österreichische Chronik des Conrad Grünenberg, mely 1480 körül jött létre és számos fantáziacímert tartalmaz.

## Kéziratok
Grünenberg címerkönyvének három kézirata ismert:
- GRU/a vagy GStA: Berlin-Dahlem, Geheime Staats Archiv

Preusssicher Kulturbesitz, VIII. HA Siegel, Wappen, Genealogie; II. Heraldische und
Genealogische Sammlungen, Nr.21. - A fő kézirat. Néhány lapnyi szöveg és miniatúra, valamint 2302 címer mintegy 200 lapon, kb. 40 x 30 cm.
- GRU/b vagy BSB: München, Bayerische Staatsbibliothek,

Codex germanicus monacensis 145. - Pergamenre festve 182 lapon, 385 x 300 mm. A GRU/a másolata egy olyan művész által, aki részt vett az előző mű létrehozásában is. A legjelentősebb eltérés a sisakok festésének stílusában van. 
- München, BSB, Cgm 9210 - A Cgm 145 kései színes másolata (1602-1604); papír, 216x323 mm, sok üres lappal.

## Galéria

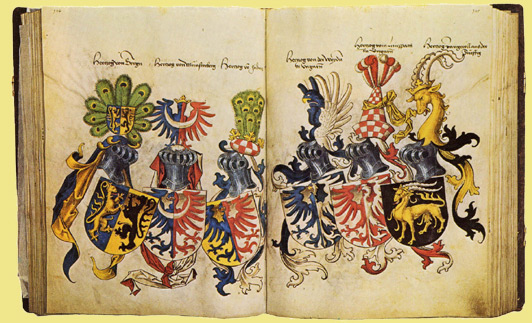
Conrad Grünenberg címerkönyve
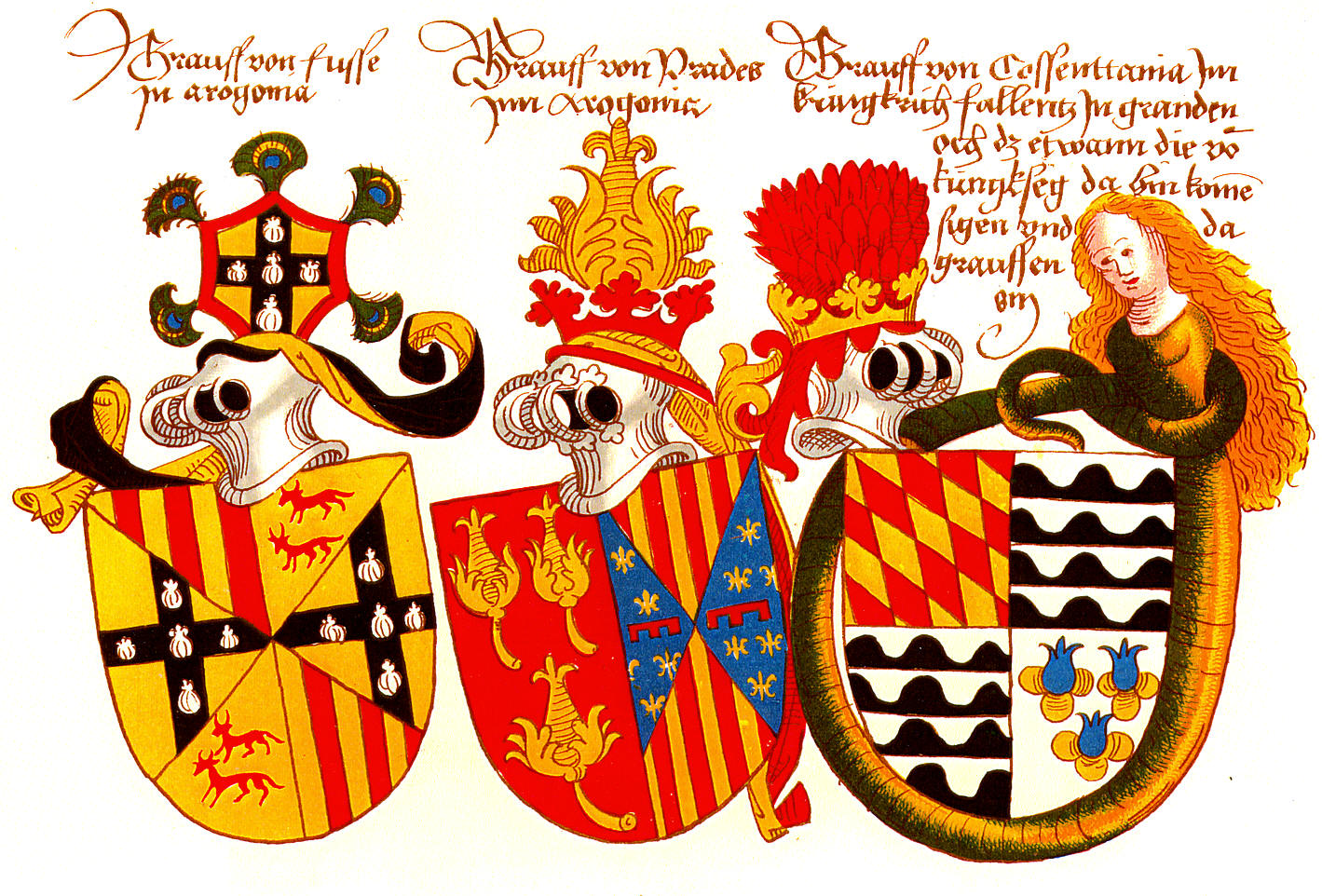
Címerek Grünenberg címerkönyvéből
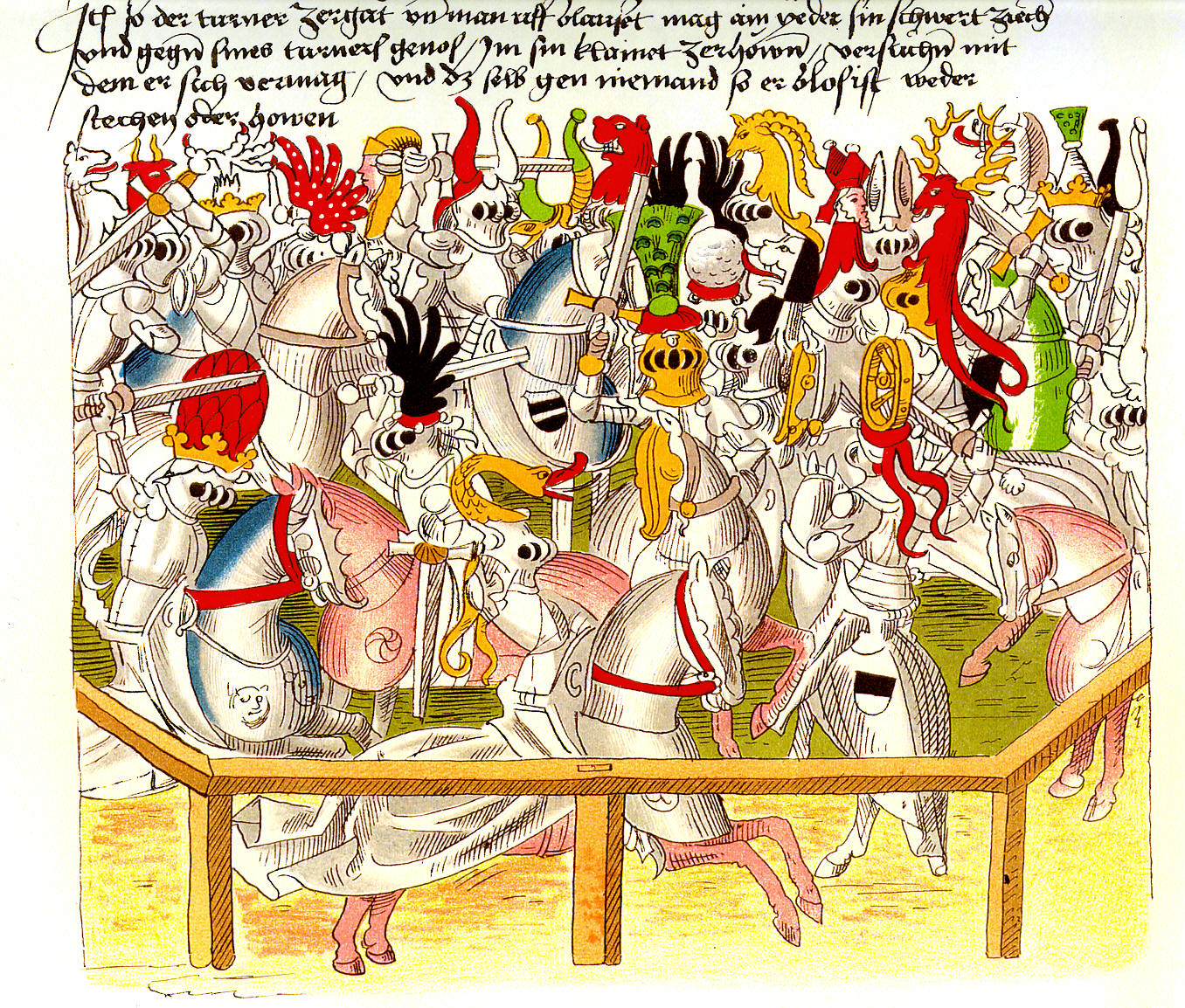
Lovagi torna
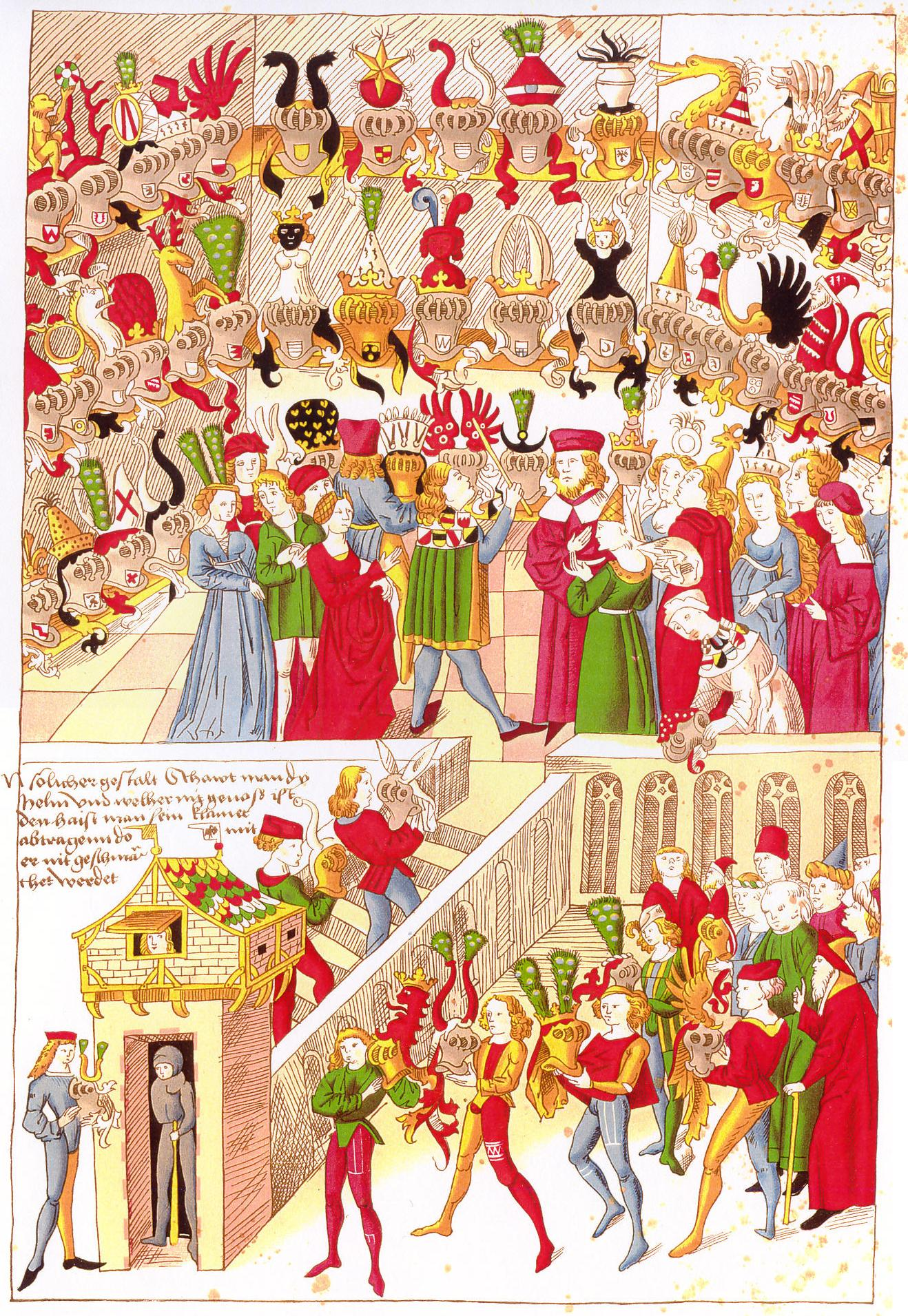
Címerszemle Grünenberg címerkönyvéből
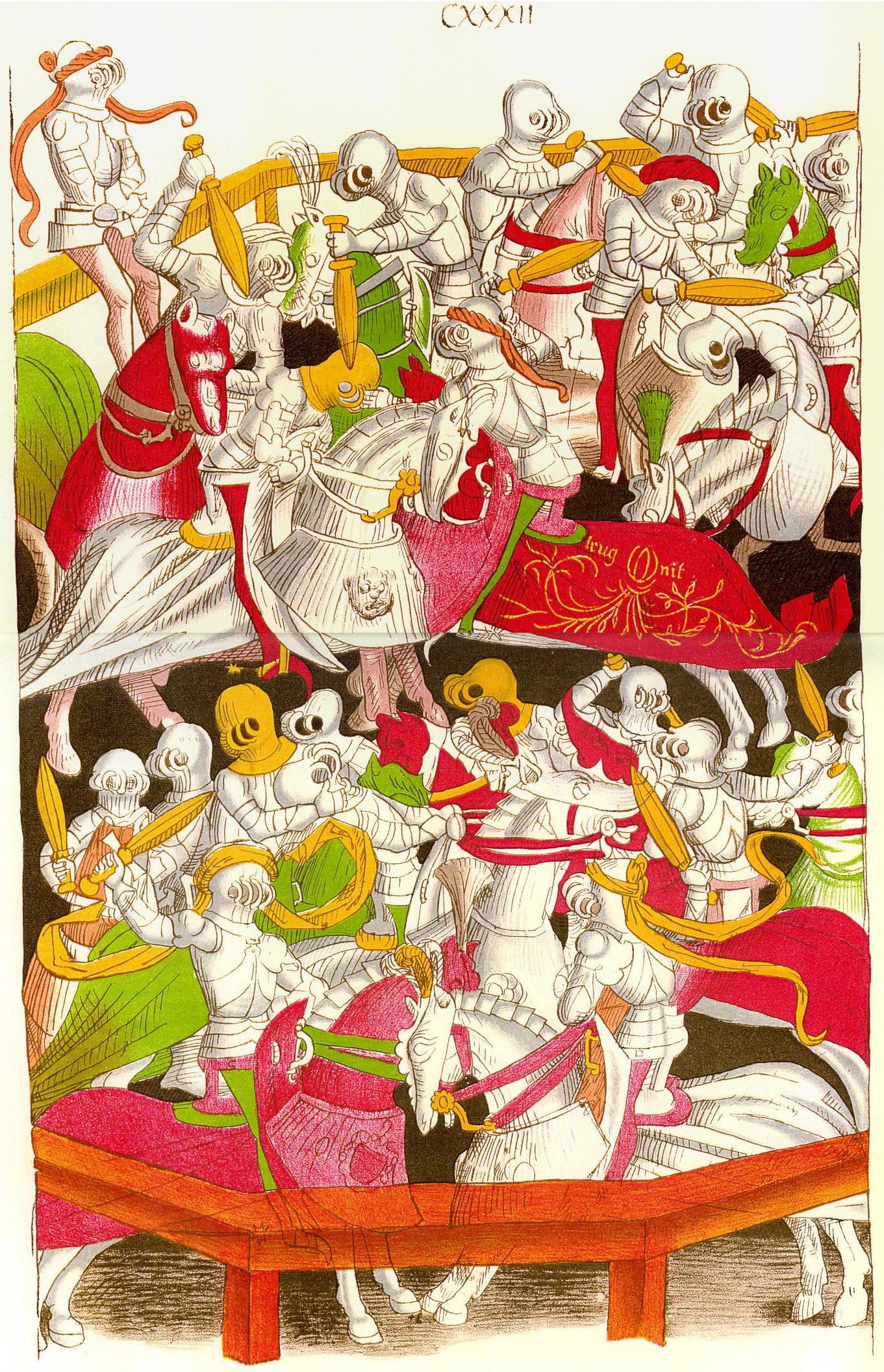
Lovagi torna Grünenberg címerkönyvéből